# Кастильони, Пьер Джакомо
Пьер Джакомо Кастильони (итал. Pier Giacomo Castiglioni, 1913 год, Милан — 1968 год, там же) — итальянский дизайнер и архитектор, является одним из основателей итальянского дизайна. Архитектор Пьер Джакомо Кастильони является победителем 6 наград "Compasso d'oro", самая последняя из которых приписывается карьере Arco Lamp (впервые объект выигрывает компас d'oro), в 2019 году ADI.

## 1950-е годы
- 1959 Lierna: первоначально выпускалось компанией Cassina (ит.), а с 1969 года - компаниями Gavina (ит.) и Meritalia.